# Зиссельн
Зиссельн (нем. Sisseln) — коммуна в Швейцарии, в кантоне Аргау.
Входит в состав округа Лауфенбург.  Население составляет 1365 человек (на 31 декабря 2007 года). Официальный код  —  4177.